# Häradshövding
Häradshövding var i Sveriges rättsväsen titeln på ordförande i en häradsrätt i ett härad på landsbygden, motsvarande borgmästarens roll i rådhusrätten i en stad. När dessa vid domstolsreformen 1971 ersattes med tingsrätter, fick ordförande i stället titeln lagman. Häradshövdingens domkrets kallades för domsaga.

## Ursprung
Befattningen häradshövding (fornsvenska: hæraþshöfþingi) har funnits minst sedan medeltiden. Redan i början av 1200-talet finns i latinskspråkiga brev en befattning kallad prolocutor, närmast motsvarande det fornsvenska förskälaman, ordförande för fastarna (se nedan). Under 1500-talet förekom beteckningen birkefogde för häradshövding.
I Magnus Erikssons landslag (MEL) från omkring 1352 återfinns de första riksgiltiga bestämmelserna. 
Tillsättning av ny häradshövding gick till så att lagmannen kallade till ett extraordinarie häradsting. På det fick sedan häradets bönder till uppgift att utse en tolvmannanämnd (jämför tolvman). Tillsammans med lagmannen utsåg nämnden tre kandidater, av vilka sedan kungen skulle välja en. För att vara valbar måste kandidaten vara bosatt inom det aktuella häradet.
Den vanligaste uppgiften för en häradshövding åtminstone fram till 1700-talet var att ombesörja den juridiska delen av fastighetstransaktioner. Dessa skulle enligt MEL:s jordabalk stadfästas på häradstinget av en nämnd bestående av tolv fastar (singular: faste). Häradshövdingen utfärdade ett fastebrev som styrkte att transaktionen gått lagligt till och närmast motsvaras av vår tids lagfartsbevis. Den tidigaste uppgiften om en häradshövding i MEL:s mening är från den 18 november 1352, då häradshövdingen i Vedbo härad, Tiohärads lagsaga, Riddaren Jon Knutsson (lejonörn), utfärdade ett fastebrev.
Häradshövdingens övriga uppgifter reglerades i MEL:s tingmålabalk. Det ålåg häradshövdingen att hålla häradsting på bestämda tider, tre gånger om året: vinterting, sommarting och höstting på häradets ordinarie tingsplats (tingstad el tingsted i äldre språk). Häradshövdingens uppgift på tinget var begränsad till att uttala dom, det vill säga att meddela vad lagen stadgade i målet samt att utfärda och sigillera dombrev. Målen avgjordes av en häradsnämnd, eventuellt efter hörande av vittnen och edgärdsmän. Häradshövdingen skulle också utfärda kungörelse om eventuella extraordinarie häradsting.

## Förändrad tillsättning
Med nya tidens inträde och adelns stärkta privilegier, som innefattade företrädesrätt till befattning som häradhövding, försvann invånarnas förslagsrätt och uppgiften blev mer en typ av förläning från kungen eller riksföreståndaren till dem han ville belöna och befattningen blev i praktiken ett slags prebende för riksråd eller andra högre statstjänstemän. Innehavarna hade då vikarier, så kallade lagläsare eller lagförare. Lagkommissionen 1643 föreslog förgäves att uppliva den allmänna landslagens stadganden om tillsättning, men genom Karl XI:s domstolsreform 1680 föreskrevs, att häradshövdingetjänsterna inte skulle få förenas med andra befattningar och att häradshövdingen skulle bo inom sitt häradshövdingedöme. Genom 1723 års reglering av adliga privilegier upphörde adelns företrädesrätt till dessa tjänster.
Ämbetet beskrivs 1910 på följande sätt:
| ”              | ...då numera (efter 1870) äfven bekännare af främmande kristen, troslära, äfvensom af den mosaiska, kunna till dessa ämbeten utnämnas, så har K. M:t att vid tillsättandet endast taga hänsyn till skicklighet och förtjänst. Häradshöfdingeämbete sökes antingen i vederbörande hofrätt eller omedelbart hos K. M:t. Hofrätten uppför af dem, som sökt därstädes, tre på förslag. | „ |
| – NF se källor | |   |

Häradshövdingeämbetet avskaffades 1971, då häradsrätter och rådhusrätter ersattes med tingsrätter med lagmän som chefsdomare. De häradshövdingar (liksom borgmästare i städerna) som då var i tjänst erhöll tjänster som lagmän, men kunde hos justitiedepartementet anhålla om rätten att behålla sin äldre titel.  Många av dem utnyttjade denna rätt.
Vice häradshövding var en titel som hovrätten tilldelade yngre examinerad jurist efter det att denne i tillräcklig omfattning på nöjaktigt sätt vikarierat för en häradshövding som domhavande i en domsaga. Titeln upphörde att utdelas i Sverige 1894. Den förekommer alltjämt i Finland, där den skrivs i ett ord "vicehäradshövding".
Häradshövding var länge en post som enbart män kunde utses till. Detta ändras i början av 1900-talet, men det var först 1962 en kvinna (Anna-Lisa Vinberg) utnämndes till häradshövding.